# Carthago delenda est

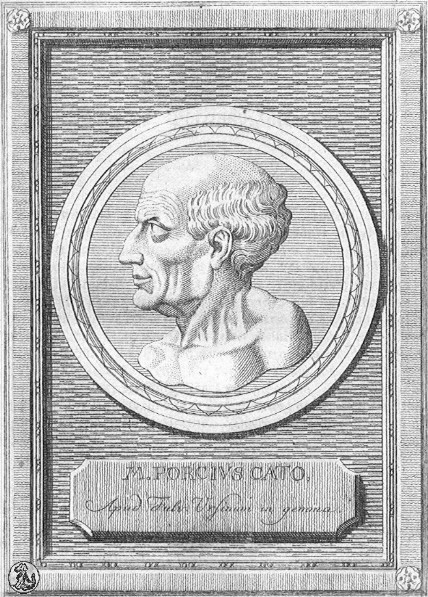
Idősebb Cato (Kr. e. 234–149), Karthágó elpusztításának legkövetkezetesebb követelője a Szenátusban, akiről úgy hírlett, folyton használta ezt a kifejezést, akár kapcsolódott az egyéb mondanivalójához, akár nem

Carthago delenda est vagy Delenda est Carthago (magyarul: Karthágónak vesznie kell) latin szónoki fordulat volt, amely a Római Köztársaságban a pun háborúk vége felé volt népszerű a Kr. e. 2. században.
Hosszabb formái: Ceterum censeo Carthaginem esse delendam vagy Ceterum autem censeo Carthaginem esse delendam („Továbbá úgy gondolom, Karthágónak vesznie kell”.) Gyakran használta beszédeiben az idősebb Cato, Marcus Porcius Cato Maior. (Kr. e. 234 – Kr. e. 149).
Akkorra már Róma két háborúban is legyőzte riválisát, az észak-afrikai Karthágót, de az mindkét alkalommal gyorsan kiheverte a vereséget és ismét ellenségessé vált. A szónoki fordulatot azok használták, akik elutasították, hogy Róma újabb békeszerződést kössön Karthágóval és amellett kardoskodtak, hogy ehelyett Karthágót el kell törölni a föld színéről. A harmadik pun háború végén ez meg is történt. A város ismét újjáépült, de ezúttal már a Római Birodalom részeként.

## Fordítás
Ez a szócikk részben vagy egészben  a   Carthago delenda est című angol Wikipédia-szócikk ezen változatának fordításán alapul.  Az eredeti cikk szerkesztőit annak laptörténete sorolja fel. Ez a jelzés csupán a megfogalmazás eredetét és a szerzői jogokat jelzi, nem szolgál a cikkben szereplő információk forrásmegjelöléseként.